# جوناثان شوارتز
جوناثان شوارتز (بالإنجليزية: Jonathan Schwartz)‏ هو مغني أمريكي، ولد في 28 يونيو 1938 في نيويورك في الولايات المتحدة.

## وصلات خارجية
- جوناثان شوارتز على موقع IMDb (الإنجليزية)
- جوناثان شوارتز على موقع ميوزك برينز (الإنجليزية)
- جوناثان شوارتز على موقع ديسكوغز (الإنجليزية)
- جوناثان شوارتز على موقع قاعدة بيانات الفيلم (الإنجليزية)